# Abd-Rabbih al-Kabir
Abd-Rabbih al-Kabir fou cap o imam dels kharigites azraquites a Djiraft al Kirman.
Qatarí ibn al-Fujaa dirigia el moviment però vers el 697 van esclatar divisions entre azraquites àrabs i mawalis que van obligar a Katari a fugir cap al Tabaristan amb els seus seguidors, mentre els mawali van prendre el control de Djiraft encapçalats per Abd Rabbihi al-Kabir al costat del qual apareix en algun moment un personatge de nom Abd Rabbihi al-Saghir, que potser era un lloctinent o el cap d'un altra facció.
Aquesta divisió va facilitar la tasca al general Muhallab ibn Abi Sufra que va poder massacrar a tots els azraquites de Kirman en pocs mesos.